# Uwe Knop
Uwe Knop (* 1972) ist ein deutscher Ernährungswissenschaftler und Publizist.

## Ausbildung und beruflicher Werdegang
Uwe Knop studierte Ökotrophologie in Gießen und erlangte das Diplom. Seit 2002 ist er als medizinischer PR-Berater für verschiedene Unternehmen aktiv. Darüber hinaus veröffentlicht er Ernährungsratgeber und ist für zahlreiche Presseberichte als Ernährungsexperte und als Referent für Fachgesellschaften tätig. Von 2016 bis 2020 war er Gastautor bei Die Achse des Guten; 2012–2022 bei Novo Argumente und seit 2019 ist er regelmäßiger redaktioneller Autor bei Focus Online und bei der Die Welt.
Knop ist Mitglied des gemeinnützigen eingetragenen Vereins Europäisches Institut für Lebensmittel- und Ernährungswissenschaften e. V. (EU.L.E. e. V.) in München. Er lebt in Eschborn.

## Ernährungswissenschaftliche Positionen
Knop hat sich das Ziel gesetzt, ein „naturnahes Gegengewicht zur pseudowissenschaftlichen Manipulierungsmaschinerie“ zu schaffen. Dieses Ziel verfolgt er nach eigenen Angaben durch die „objektiv-ideologiefreie Analyse“ zahlreicher Ernährungsstudien. Er kritisiert die unzureichende Datengrundlage vieler Ernährungsempfehlungen. Er postuliert, es gäbe keine Studien, die belegen, welche Ernährungsweise gesund sei. Alle Studien seien Beobachtungsstudien und somit methodisch nicht ausreichend für Ernährungsempfehlungen. Er fordert daher einen gelasseneren Umgang mit Ernährungsregeln. Nach seiner Ansicht lässt sich für kein einziges Lebensmittel beurteilen, ob es gesund oder ungesund sei. Ernährungsregeln für gesunde Menschen lehnt er als „nutzlos“ ab. Aktuelle Empfehlungen seien sogar schädlich. So sieht er einen Zusammenhang zwischen der Einführung der „5-am-Tag“-Regel für Obst und Gemüse und der Zunahme an Magen-Darm-Beschwerden in der Bevölkerung seit der Einführung. Knop hält die Problematisierung der Adipositas bei Kindern für übertrieben. Er spricht sich gegen die Einführung einer Zucker- oder Fettsteuer aus, da er sie für wirkungslos hält. Zudem warnt er davor, dass eine Zuckersteuer auch natürliche Zuckerquellen wie Obst oder Fruchtsäfte betreffen könnte. Insbesondere beim Zucker sieht er keine Evidenz für eine Gefährdung des Stoffwechsels. Low-carb-Diäten sieht Knop kritisch, weil in randomisiert-kontrollierten Studien für diese Diäten kein Vorteil bei der Gewichtsreduktion gezeigt worden sei (ein Vorteil für Blutzucker und Blutfette ist aber dort sehr wohl belegt). In einer Beobachtungsstudie sei hingegen ein erhöhtes Diabetes-Risiko beschrieben worden.
Knop empfiehlt, das zu essen, was schmeckt und was man verträgt. Insbesondere Kinder besäßen ein instinktives Körpergefühl, welches Essen situativ oder generell das Richtige sei. So sei es für Kinder vertretbar, Weißbrot einem Vollkornbrot vorzuziehen, weil es schneller Energie liefere und besser verdaulich sei. Er kritisiert, der „deutsche Nachwuchs würde mit einem mittelstandsorientierten Kampagnenwildwuchs zwangsaufgeklärt“. Adipositas bei Kindern betreffe vorwiegend sozial schwache Familien und Einwandererfamilien, aber es fehle an „Kampagnen für „arme Ausländerkinder““. Auch Erwachsene könnten beruhigt zu Fast Food greifen, wenn ihre körpereigenen Signale ihnen einen Bedarf nach Fast Food vermitteln. Knop betont die hohe Individualität in der körperlichen Reaktion auf verschiedene Lebensmittel. Diäten sieht er als Hauptursache für Adipositas und Essstörungen an. Er betont, das Körpergewicht sei zu 70–80 Prozent genetisch bestimmt. Nahrungsergänzungsmittel und Functional Food lehnt er ab und spricht sich auch gegen Ernährungsmythen, -hypes und -gurus aus, die auf der Grundlage unbelegter Empfehlungen Geld mit Ratgeberliteratur verdienen.
Knop kritisiert Medien, die leichtfertig Studienergebnisse übernehmen und Wissenschaftler, die unsaubere Studien durchführen. Auch die Deutsche Gesellschaft für Ernährung kritisiert er, weil ihre „Ernährungspropaganda“ die Grundlage dafür sei, dass „der Staat für die Verbreitung pseudowissenschaftlicher Phantasien zahle“, mitfinanziert aus Steuergeldern.

## Rezeption
Knops Thesen werden in einigen Punkten von anderen Ernährungsexperten geteilt, so wird seine Kritik an der problematischen Datengrundlage vieler Empfehlungen bestätigt.
Viele seiner eigenen Statements werden aber selbst als populistisch eingeschätzt. So schreibt Knop, Ernährungsempfehlungen wie „fünf Portionen Obst und Gemüse am Tag“ seien „staatliche Bevormundung“ und „Propaganda auf Basis von Volksverblendung“. „Vegetarische und vegane Ernährung seien Moden, die mehr der Profilierung der Persönlichkeit als der Gesundheit dienten. Werbeverbote für Kindersüßigkeiten, die Nährwertampel oder eine Limosteuer lehnt er nicht nur ab, sondern bezeichnet sie als ‚Zwangsmaßnahmen‘“. „Die Ernährungspyramide der Deutschen Gesellschaft für Ernährung (DGE) sei absurd und der Body- Maß-Index  (sic), der Menschen in Normal- und Übergewichtige einteile, Willkür.“
Einige Buchrezensionen schätzten seine Arbeiten als „reißerisch“ ein.

## Veröffentlichungen
- Hunger & Lust. Books on Demand, Norderstedt 2009. ISBN  978-3-8370-5296-1
  - überarbeitete Neuauflage als: Intuitiv essen. Riva, München 2017. ISBN  978-3-95971-683-3
- Sex dich schlank. Books on Demand, Norderstedt 2012. ISBN 978-3-8482-2651-1
- Ernährungswahn.Rowohlt, Reinbek bei Hamburg 2016. ISBN 978-3-499-63149-8
- Gute Carbs. Riva, München 2017. ISBN  978-3-95971-549-2
- Kind, iss was ... dir schmeckt. Plassen, Kulmbach 2017. ISBN 978-3-86470-505-2
- Der Körpernavigator. Polanse, Heidelberg 2019. ISBN 978-3-947619-23-8
- Intuitiv Intervallfasten. Polanse, Heidelberg 2021. ISBN 978-3-947619-35-1
- Erfolgreich abnehmen und schlank bleiben. Springer, Berlin 2021. ISBN 978-3-662-63244-4
- Endlich richtig essen. Edition Ethuition, 2024. ISBN 979-8-332-39710-3